# Фрин
Фриновете (Charinus milloti) са вид паякообразни от семейство Charinidae.
Таксонът е описан за пръв път от Луи Фаж през 1939 година.